# Дятел-куцохвіст чорночубий
Дя́тел-куцохві́ст чорночубий (Hemicircus canente) — вид дятлоподібних птахів родини дятлових (Picidae). Мешкає в Південній і Південно-Східній Азії.

## Опис

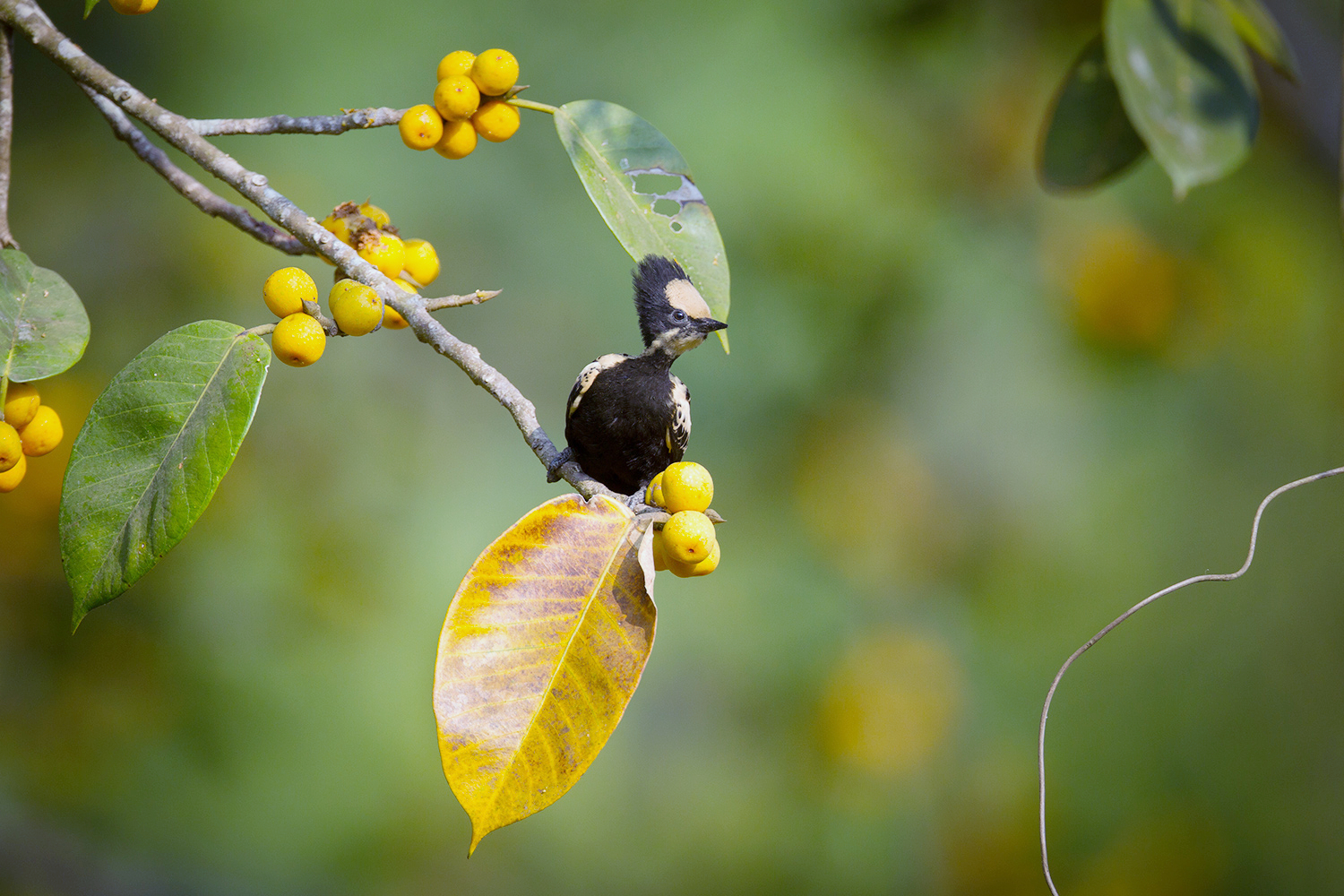
Самиця чорночубого дятла-куцохвоста

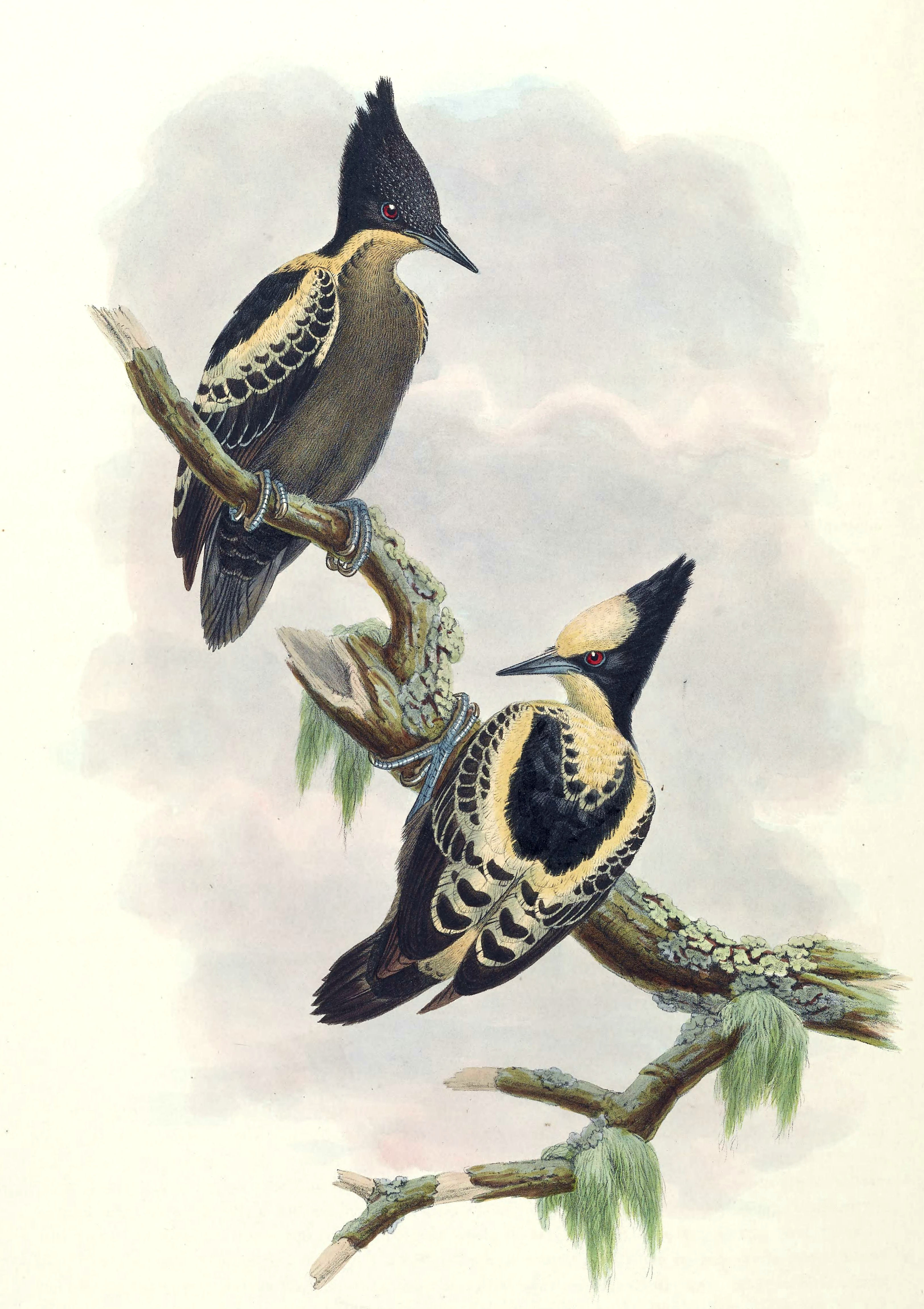
Пара чорночубих дятлів-куцохвостів

Довжина птаха становить 15-16 см, вага 47-50 г. Забарвлення переважно чорне, надхвістя біле. Плечі і верхні покривні пера крил білі, поцятковані чорними плямами. Горло білувате, решта нижньої частини тіла темно-оливково-сіра, живіт та нижні покривні пера крил і хвоста чорні. Надхвістя білувато-охристе через виділення залози. Верхня частина голови і великий чуб на тімені чорні. На відміну від більшості дятлів, самиці вирізняються білою плямою на лобі, тоді як у самців лоб чорний. Дзьоб темно-коричневий або чорнуватий, очі карі або темно-червонувато-карі, лапи зеленувато-коричневі.

## Поширення і екологія
Чорночубі дятли-куцохвости мешкають в Індії, Бангладеш, М'янмі, Таїланді, В'єтнамі, Лаосі і Камбоджі. Вони живуть у вологих тропічних лісах, на узліссях, в бамбукових заростях та на кавових плантаціях. Зустрічаються парами, на висоті до 1300 м над рівнем моря. іноді приєднуються до змішаних зграй птахів. Живляться комахами та їх личинками, яких шукають переважно під корою. Гніздяться в дуплах дерев, на висоті від 1 до 4 м над землею. Сезон розмноження триває з листопада по лютий. В кладці 2-3 яйця.